# Ipfgau

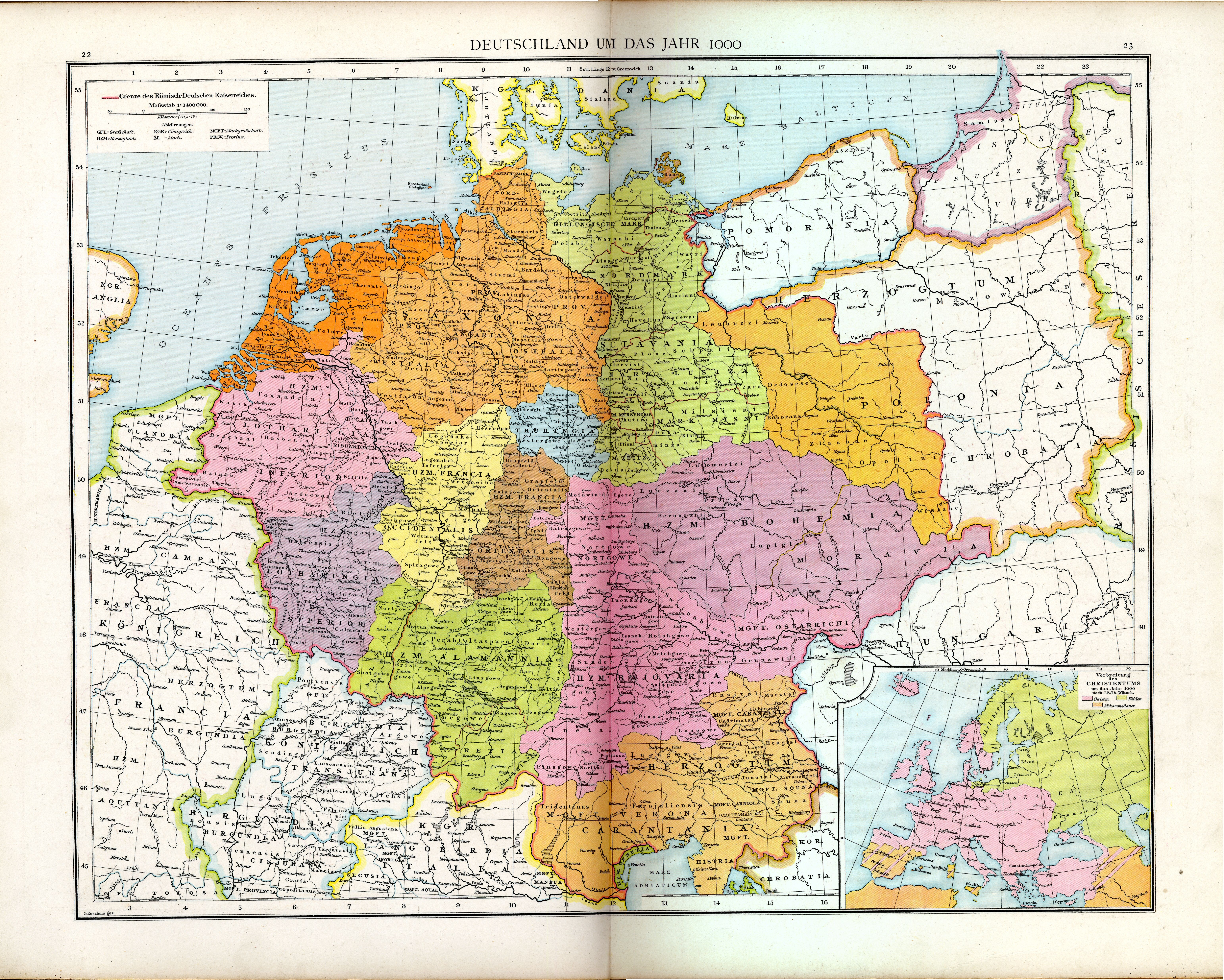

Der Ipfgau, auch Iffgau und Iffingau war eine mittelalterliche Gaugrafschaft, im heutigen Unter- und Mittelfranken, der seinen Namen vom Flüsschen Iff (Breitbach) erhielt.

## Lage
Der Ipfgau lag im Gebiet südlich des Steigerwaldes und grenzte im Süden an den Ran- und den Gollachgau (mit dem Hauptort Rothenburg ob der Tauber), im Westen an den Badanachgau und das Gozfeld, im Norden an das Volkfeld (Folcfelt mit dem Hauptort Bamberg) und im Osten an den Radenzgau (mit dem Hauptort Forchheim).

## Grafen
Grafen im Ipfgau waren die Grafen von Bergtheim die in der ersten Hälfte des 11. Jahrhunderts erstmals namentlich erwähnt werden. Später folgten ihnen die Grafen von Castell.